# 공주의 남자
《공주의 남자》는 2011년 7월 20일부터 2011년 10월 6일까지 KBS 2TV에서 방송된 24부작 특별기획드라마이다.

## 개요
정치적 숙적이었던 수양대군과 김종서의 두 자녀 이세령과 김승유의 사랑을 다루고 있다. 주인공인 이세령과 김승유는 조선 고종 시절 서유영이 기록한 《금계필담》의 '수양대군 딸 세희와 김종서의 손자'의 사랑이야기를 바탕으로 재구성한 인물이다.

## 방영 일시
| 방영 채널 | 방영 기간                         | 방영 시간                              | 비고        |
| --------- | --------------------------------- | -------------------------------------- | ----------- |
| KBS 2TV   | 2011년 7월 27일 ~ 2011년 8월 4일  | 수요일, 목요일 밤 9시 55분 ~ 11시 5분  | 3화 ~ 6화   |
| KBS 2TV   | 2011년 8월 11일 ~ 2011년 9월 1일  | 수요일, 목요일 밤 9시 55분 ~ 11시 5분  | 8화 ~ 14화  |
| KBS 2TV   | 2011년 8월 10일                   | 수요일 밤 10시 ~ 11시 10분             | 7화         |
| KBS 2TV   | 2011년 7월 20일 ~ 2011년 7월 21일 | 수요일, 목요일 밤 9시 55분 ~ 11시 15분 | 1화 ~ 2화   |
| KBS 2TV   | 2011년 9월 7일 ~ 2011년 10월 6일  | 수요일, 목요일 밤 9시 55분 ~ 11시 15분 | 15화 ~ 24화 |
| KBS 1TV   | 2012년 9월 4일 ~ 2012년 10월 23일 | 월요일 ~ 목요일 낮 1시 ~ 2시           | 전편 재방송 |

## 등장인물

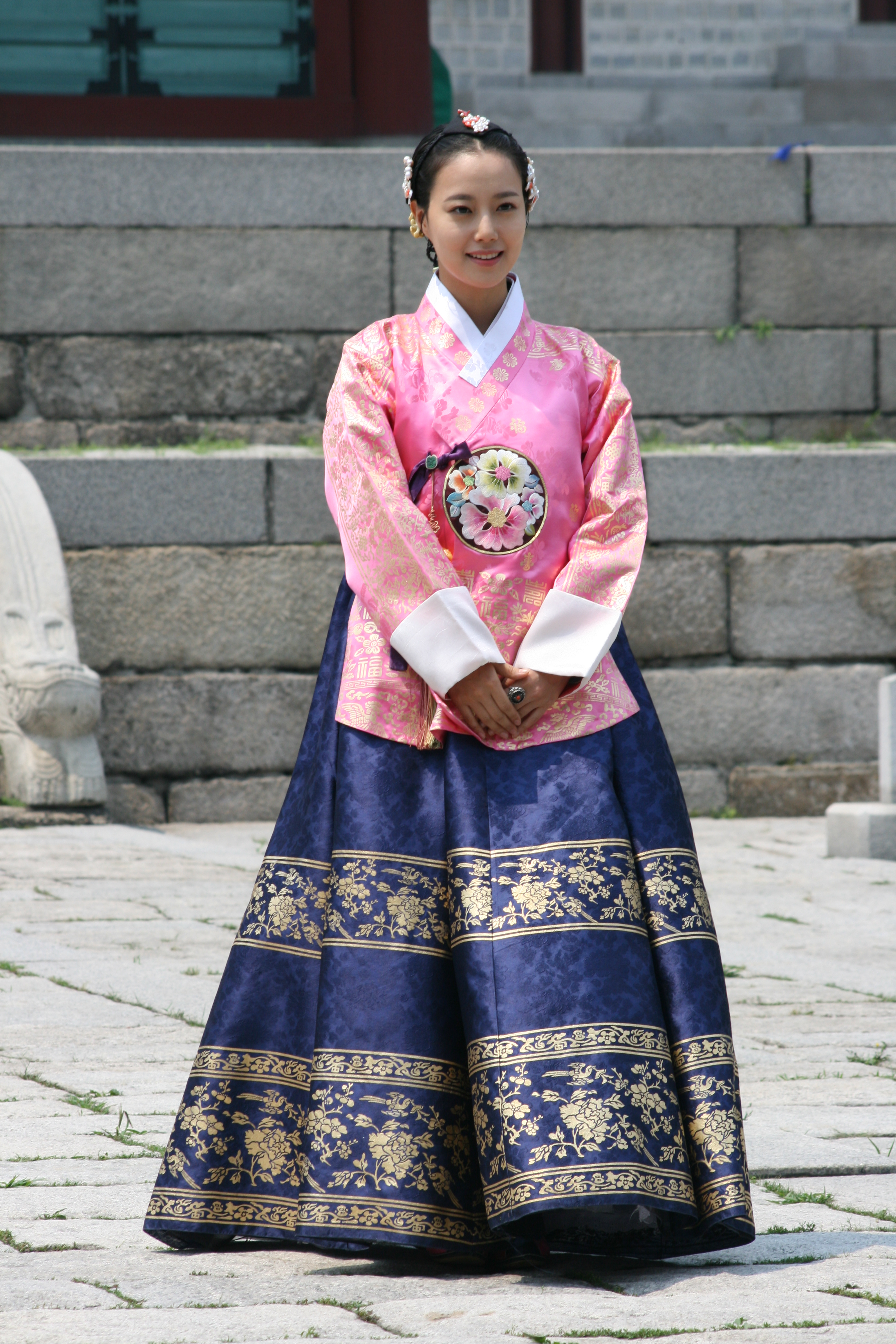
문채원

이 드라마는 사건과 인물을 가공으로 재구성한 것이며, 역사적 사실과 다를 수 있다.

### 주요 인물
- 김승유 (金承琉) : 박시후

김종서의 막내아들. 성균관의 박사이자 종학의 강사, 이후 승정원의 주서. 경혜공주의 학습을 담당하는 강사로 배치되었으나, 세령과 경혜공주가 서로 뜻이 맞아 세령이가 대신 강론에 들어가면서 그녀와 얽히게 되었다. 진심으로 그녀를 사랑했지만, 그녀는 사랑해서는 안될 자신의 아버지를 죽인 원수의 딸이었다.
- 이세령 (李世姈): 문채원

세조의 맏딸. 조신한 왕가의 규수와는 거리가 있는 사고뭉치 말괄량이형의 여인이다. 아버지가 왕위를 이으면서 공주의 자리에 올랐지만 동시에 승유를 잃게 된다. 그와의 사랑을 위해 아버지와 대립하며 자신의 지위도 내던져 버리는 비운의 왕녀이다.
- 경혜공주 (敬惠公主) : 홍수현

문종과 현덕왕후 사이에서 태어난 맏딸. 도도하지만 철이 없고 오만방자하다. 일가친척 중에서 세령과는 허물없이 지내는 가장 절친한 사이였으나, 아버지들의 권력 싸움으로 인해 세령과 멀어지게 된다. 왕가 내의 혈투로 인해 동생과 남편을 잃고 자신조차도 노비가 되는 기구한 운명이다.
- 정종 (鄭悰) : 이민우

경혜공주의 남편. 세종 시절 중추원 부사이자 형조참판인 정충경의 맏아들. 승유의 절친한 친구. 부인 경혜공주와 세자 이홍위를 지켜야 한다는 부마의 소임을 다하다가 목숨을 잃는다.
- 신면 (申沔) : 송종호

신숙주의 막내아들. 한성부의 판관. 승유의 절친한 친구. 아버지 신숙주와 수양대군 사이의 밀약을 계기로 벗인 승유와 사이가 벌어지기 시작한다. 마음에 뒀던 세령과 승유의 관계에 분노를 느끼면서, 승유를 배신하고 수양대군을 따른다. 그 후 1467년에 이시애의 난때 평정을 하다가 화살을 맞고 죽음을 맞이한다.

### 김종서 일파
- 김종서 (金宗瑞) : 이순재

조선의 우의정, 좌의정. 세종 이래로 왕가에 절대 충성을 맹세한 충신. 숙적 수양대군에게 혼담을 받았으나, 승유를 부마도위에 올리려는 문종의 제안으로써 그 관계가 완전히 어긋나 버렸다. 문종에게 세자를 끝까지 보필하겠다고 약속했고, 이로부터 수양대군과 평행선을 긋는다. 결국 거대한 권력 쟁투 속에서 자신을 비롯한 가족들이 칼에 맞고 쓰러지는 모습을 지켜보게 된다.
- 김승규 (金承珪) : 허정규

김종서의 맏아들. 승유의 형. 아버지인 김종서를 구하려다가 철퇴를 맞아 목숨을 잃는다.
- 민신 (閔伸) : 권태원

병조판서, 이조판서. 김종서와 함께 단종을 지키기 위해 힘쓰다가, 계유정난 도중에 피살당한다.
- 박홍수
- 이개 (李塏) : 엄효섭

승유와 면, 종의 스승. 사육신의 한 사람.
- 조극관 (趙克寬) : 김익태

형조판서, 대사헌, 우찬성 등의 요직을 거친 김종서의 측근. 계유정난 도중에 김종서 일파로 몰리면서 죽임을 당한다.

### 세조(수양대군) 일파
- 수양대군 (首陽大君, 세조) : 김영철

조선의 7대 임금 세조. 본명은 이유(李瑈). 세종의 둘째 아들. 문종의 동생이자 안평대군과 금성대군의 둘째 형이다. 끝이 없는 야심가이지만 가정에서는 한없이 따뜻한 아버지이다. 정치적으로 대립각을 세웠던 김종서에게 화해의 손길 차원에서 세령과 승유의 혼사를 청했으나, 거절당하면서 그와 철저하게 등을 지게 된다. 승유의 인물됨을 보고 아쉬워하지만 계유정난을 통해 정권을 장악하면서 김종서를 비롯한 모든 정적을 제거한다. 그리고 단종으로부터 양위받아 최고의 권력에 올라선다.
- 신숙주 (申叔舟) : 이효정

집현전 직제학, 우부승지. 면의 아버지. 세종 이래로 왕조의 학문을 담당하는 거물이다. 정치를 논할 만큼 야심은 크지만 선대왕의 유지로 인해 학자의 정치 참여가 금지된 터에 수양대군으로부터 달콤한 제안을 받는다.
- 권람 (權覽) : 이대연

집현전의 교리. 김종서 일파와 안평대군 세력이 결탁하는 것을 염려하였고, 이를 계기로 수양대군이 집권하도록 한명회와 힘을 합치면서 공신에 오른다.
- 전균 (田畇) : 김영배

수대에 걸쳐 조선의 군왕을 보필한 환관. 그러나 계유정난이라는 피비린내 나는 싸움 속에서 단종이 아닌 수양대군을 지지했다.
- 한명회 (韓明澮) : 이희도

수양대군의 오른팔. 세상에서 가장 더럽고 추악한 일을 도맡아 하면서 그로부터 신임을 얻는다. 권람과 함께 수양대군의 모의를 직접 기획하고 실행에 옮기면서 권력의 정점에 다가선다.

### 세조(수양대군) 집안
- 윤씨 부인 : 김서라

훗날 세조의 정비 정희왕후. 세령의 어머니. 자식 교육이 철저하며, 유독 문제를 일으키는 세령 때문에 걱정이 많다. 훗날 자신의 둘째아들이 왕위를 이어받으면서 조선최초로 수렴청정을 하게 된다.
- 도원군 숭 (桃源君, 덕종) : 권현상

세조의 장남. 초명은 이숭, 본명은 이장. 세령의 남동생. 훗날의 '의경세자'. 병약한 탓에 왕위에 오르지 못하고 숨을 거둔다.
- 세정 (李世貞) : 서혜진

세조의 차녀. 세령의 여동생. 질투심이 강하고 행동이 약삭 빠르다.
- 여리 (璵璃) : 민지

세령의 나인. 매번 좌충우돌의 상전인 세령 때문에 고생한다.
- 임운 (林芸) : 유하준

세조의 호위무사.

### 왕실 사람들
- 문종 (文宗) : 정동환

조선의 5대 임금. 본명은 이향(李珦). 세종의 맏아들. 오랜 세월 선왕 곁에서 세자의 역할을 훌륭히 수행했으나 이후 급격히 쇠약해졌다. 앞으로 벌어질 끔찍한 혼란 전야에서 세자 이홍위와 경혜공주를 지켜주지 못하는 걸 한탄하다가 죽는다.
- 단종 (端宗) : 노태엽

조선의 6대 임금. 본명은 이홍위(李弘暐). 문종의 외아들. 어린 나이에 즉위했고 자신을 지켜줄 세력을 갖추지 못했기에, 막강한 힘을 지닌 숙부 수양대군에 의해 좌지우지되는 꼭두각시 군주이다.
- 안평대군 (安平大君) : 이주석

세종의 셋째 아들. 본명은 이용(李瑢). 큰형 문종과 조카 단종의 실질적인 후원자이다. 그러나 계유정난의 결과, 작은형 수양대군이 짜낸 계략으로써 대역죄인으로 몰려 사약을 받는다.
- 금성대군 (錦城大君) : 홍일권

세종의 여섯째 아들. 본명은 이유(李瑜). 안평대군과 김종서 일파가 제거된 틈에 단종과 경혜공주를 지켜줄 유일한 희망이 되었다.
- 온녕군 (溫寧君) : 윤승원

수양대군의 측근. 본명은 이정(李裎). 태종의 제3의 서자로 수양대군의 서숙부이며 세종과 이복 형제.

### 청풍관의 사람들
- 함귀 : 최무성

한성부 일대를 주름잡는 '청풍관 왈패'의 실질적인 우두머리. 수양대군과 한명회를 위해 비밀리에 병력양성에 나서고 살인도 서슴없이 저지른다. 계유정난 밤에는 김종서를 죽였다. 그 이후 김종서 일파를 완전히 제거하기 위해 바닷길에 나섰다가, 아버지를 죽인 일에 대해 분노를 주체할 수 없었던 승유에 의해 죽임을 당한다.
- 칠갑 : 정진

청풍관 왈패. 승유의 뒤를 캐면서, 그와 김종서 일파에 어려움을 닥치게 만든 장본인이다. 후에 승유에 의해 죽임을 당한다.
- 막손 : 정근

청풍관 왈패. 후에 승유에 의해 죽임을 당한다.
- 매향 : 이엘

청풍관의 기녀.

### 빙옥관의 사람들
- 조석주 : 김뢰하
- 전노걸 : 윤종화
- 공칠구 : 이희준
- 초희 : 추소영
- 무영 : 최한빛
- 소앵 : 가원

### 그 외 사람들
- 송자번 : 진성

면의 충복이자 행동대장.
- 문 내관 : 문풍지
- 은금 : 반소영

경혜공주를 모시는 궁녀.
- 류씨 부인 : 가득희

김종서의 며느리. 승규의 부인. 남편을 비롯한 가족들이 대역죄로 죽임을 당하고, 노비가 된다. 그 틈에 살아남은 승유는 그녀에게 실낱같은 희망이다.
- 김아강 : 김유빈

김종서의 손녀. 승규의 딸. 어머니 류씨 부인과 함께 노비가 된다.
- 염도일 : 염동헌

종학의 강사이자 경혜공주의 직강. 공주의 장난에 넘어가서 중도에 그만두었다. 이로 인해 승유가 대신해서 직강을 맡게 된다.
- 이시애 (李施愛) : 차광수

조선 함길도 호족 출신의 무신. 이시애의 난의 장본인.
- 하위지 : 임병기

사육신의 한 사람
- 박팽년 : 이용진

사육신의 한 사람
- 성삼문 : 박철호

사육신의 한 사람
- 유응부 : 이석구

사육신의 한 사람
- 총통위 : 백민

총통위 관원

## 역사적 배경

### 계유정난
1453년에 왕족이었던 수양대군이 정적이었던 김종서와 그 일파를 제거하며 정권을 장악한 사건. 이후 수양대군이 조카인 단종으로부터 임금 자리를 양위받는 계기가 된다.

### 금계필담
1873년에 서유영(徐有英)이 쓴 조선의 역대 임금과 관련된 설화집. 수양대군의 딸과 김종서의 손자와의 사랑이야기가 기록되어 있으며, 이 드라마의 직접적인 배경이다.
|  | 아래의 내용은 《금계필담》에 기록된 '세희와 김종서의 손자의 사랑 이야기'입니다. |

| “ | 조선 초기 세조왕이 친조카인 단종을 멀리 강원도 영월로 유배시키려할 때에 이의 옳지 못함을 직간하던 사람 중의 한 분 바로 세조의 공주였다. … 그러자 세조는 크게 노하여 한낱 아녀자인 공주가 주제넘게 국사에 관여하여 도리어 일을 그르친다고 죽이려 하였다. 왕비는 딸의 목숨이 경각에 달려 있음을 알고, 남의 이목을 피하여 노비와 함께 많은 금자를 내주어 야간 도주케 하며 이르기를 "공주는 이제 왕실의 자손이 아니니, 어느곳에 가서 살던지 신분을 숨기고 평민이 되어 부디 몸조심하며 편히 잘 살아라"하였다. … 이리저리 방황하던 공주가 송림이 울창한 심산 유곡인 지금의 옥양동에 이르자 마침내 날이 저물어 숙소를 찾게 되었다. 마침 멀리 불빛을 발견하고, 반가운 마음으로 다가가 보니 보굴암 입구의 초막에서 나온 불빛이었다. 하룻밤만 유하려고 주인을 찾으니 초막에서 나온 주인이 엄두리 총각이라 공주는 차마 말 못하고, 머뭇거리다가 어렵게 여러날의 노독을 이야기하였다. 총각도 처음에는 낯선 규수의 유숙을 거절하다가 딱한 공주의 사정을 듣고서는 자기 방을 비워 주었다. 공주는 총각이 부엌에서 잠을 자겠다는 소리에 범상치 않음을 직감하고, 노비와 의논하여 총각과 평생가약을 결심하게 되었다. … 세월이 흘러 장남이 출생하게 되자, 공주는 농밑 깊숙히 넣어 두었던 금자를 꺼내 놓으며 남편에게 자신의 신분과 그동안 감춰야만 했던 내력을 이야기 했다. 그러자 공주의 이야기를 듣고 있던 남편이 원수를 다리 위에서 만나 자식까지 낳았으니 이일을 어찌하리요 하며 탄식하였다. 그는 바로 김종서의 친손자로서 환란 당시 구사일생으로 집을 빠져나와 이 심산 궁곡에서 은신중이었던 것이다. … 세조가 지나다 보니 웬 아낙이 길가에 엎드려 슬피 우는지라, 가까이 불러 그 연유를 물어보았다. 그랬더니 놀랍게도 그 아낙은 몇해전 자신이 죽이려 했던 그 공주임을 확인하게 되었다. 세월이 흐르는 동안 자신의 과오를 깨닫게 되었던 세조는 늘 공주의 일이 마음에 걸렸는데 이렇게 만나게 되니 몹시 기뻐하며 공주의 결혼생활을 허락하였다. …(후략)… | ” |
|   | — 서유영, 《금계필담》 (錦溪筆談), '피눈물로 얽힌 갸륵한 인연' 편, |   |

## 드라마 내 가공의 내용
- 드라마에서는 수양대군의 딸과 김종서의 아들로 설정했지만, 《금계필담》에서는 수양대군의 딸과 김종서의 손자로 기록되어 있다. 또한 김종서의 손자라는 역사적 기록과 그 아들의 극중 설정은 일치하지 않는다.
- 드라마에서는 극중 시대적 배경인 1452년에 김승유가 미혼 상태로 설정되어 있지만, 실제 역사에서는 1452년에 이미 혼인을 했으며 자녀를 두었다.
- 드라마에서는 김승유의 둘째 형인 김승벽, 영의정인 황보인 등이 등장하지 않는다.
- 드라마에서는 극중 주인공의 이름을 '이세령'(李世姈)으로 설정했으나, 《금계필담》에서는 '이세희'(李世熺)로 표기되어 있다.
- 드라마에서는 극중 시대적 배경인 1452년에 경혜공주가 혼인하였지만, 실제 역사에서는 1450년에 출가하였다.

## 제작진
- 기획 : KBS 드라마본부
- 책임프로듀서 : 최지영 (KBS 드라마운영팀)
- 제작 : 정승우, 금동수
- 프로듀서 : 이성주, 김경원
- 각본 : 조정주, 김욱
- 조연출 : 이나정, 홍승철, 김근희
- 연출 : 김정민, 박현석
- 제작사 : 공주의남자문화산업전문회사, 어치브그룹디엔, KBS 미디어

## 시청률
최저 시청률과 최고 시청률은 시청률 조사회사와 지역별로 시청률에 차이가 있을 수 있습니다.
| 2011년      | 2011년      | 2011년         | 2011년       | 2011년         | 2011년       |
| 회차        | 방송일      | TNMS 시청률    | TNMS 시청률  | AGB 시청률     | AGB 시청률   |
| 회차        | 방송일      | 대한민국(전국) | 서울(수도권) | 대한민국(전국) | 서울(수도권) |
| ----------- | ----------- | -------------- | ------------ | -------------- | ------------ |
| 제1회       | 7월 20일    | 9.3%           | 10.0%        | 10.2%          | 11.6%        |
| 제2회       | 7월 21일    | 8.7%           | 10.1%        | 9.4%           | 11.3%        |
| 제3회       | 7월 27일    | 9.7%           | 12.1%        | 11.7%          | 12.9%        |
| 제4회       | 7월 28일    | 10.4%          | 12.2%        | 9.8%           | 11.2%        |
| 제5회       | 8월 3일     | 14.4%          | 14.6%        | 17.0%          | 17.5%        |
| 제6회       | 8월 4일     | 15.3%          | 16.3%        | 16.9%          | 18.2%        |
| 제7회       | 8월 10일    | 13.9%          | 15.1%        | 17.4%          | 18.6%        |
| 제8회       | 8월 11일    | 15.2%          | 17.0%        | 16.6%          | 16.7%        |
| 제9회       | 8월 17일    | 16.9%          | 18.4%        | 19.2%          | 19.6%        |
| 제10회      | 8월 18일    | 17.6%          | 19.0%        | 19.6%          | 19.7%        |
| 제11회      | 8월 24일    | 15.7%          | 17.0%        | 18.6%          | 19.4%        |
| 제12회      | 8월 25일    | 18.1%          | 19.6%        | 18.7%          | 19.3%        |
| 제13회      | 8월 31일    | 17.7%          | 18.3%        | 19.7%          | 20.7%        |
| 제14회      | 9월 1일     | 19.5%          | 21.8%        | 21.8%          | 23.0%        |
| 제15회      | 9월 7일     | 19.2%          | 21.5%        | 21.8%          | 23.0%        |
| 제16회      | 9월 8일     | 20.1%          | 20.9%        | 21.1%          | 21.6%        |
| 제17회      | 9월 14일    | 21.7%          | 21.9%        | 24.6%          | 25.5%        |
| 제18회      | 9월 15일    | 21.2%          | 23.3%        | 22.2%          | 23.2%        |
| 제19회      | 9월 21일    | 20.1%          | 21.7%        | 22.1%          | 23.3%        |
| 제20회      | 9월 22일    | 20.1%          | 22.3%        | 23.0%          | 24.3%        |
| 제21회      | 9월 28일    | 19.8%          | 20.5%        | 22.7%          | 23.6%        |
| 제22회      | 9월 29일    | 21.2%          | 22.4%        | 21.9%          | 22.5%        |
| 제23회      | 10월 5일    | 22.9%          | 24.9%        | 23.6%          | 25.0%        |
| 제24회      | 10월 6일    | 23.8%          | 25.8%        | 24.9%          | 25.8%        |
| 평균 시청률 | 평균 시청률 | 17.2%          | 18.6%        | 18.9%          | 19.9%        |

## 사운드 트랙
2011년 7월 15일부터 백지영, 신혜성, 하동균, 이정, 이영현 (빅마마), 이승열, 박정민 (SS501), 윤화재인, 박완규의 수록곡이 차례로 선공개되었다.
아래는 싱글앨범에 포함된 곡들이며, 정렬기준은 출시 순이다.

### 1부
| #  | 제목                       | 가수   | 재생 시간 |
| -- | -------------------------- | ------ | --------- |
| 1. | 〈오늘도 사랑해〉          | 백지영 | 4:04      |
| 2. | 〈오늘도 사랑해〉 (연주곡) | 백지영 | 4:04      |

### 2부
| #  | 제목                    | 가수   | 재생 시간 |
| -- | ----------------------- | ------ | --------- |
| 1. | 〈여원여모〉            | 신혜성 | 4:23      |
| 2. | 〈그날이 오면〉         | 미     | 4:25      |
| 3. | 〈여원여모 (Inst.)〉    | 신혜성 | 4:23      |
| 4. | 〈그날이 오면 (Inst.)〉 | 미     | 4:25      |

### 3부
| #  | 제목            | 가수         | 재생 시간 |
| -- | --------------- | ------------ | --------- |
| 1. | 〈기다릴게〉    | 하동균, 이정 | 4:07      |
| 2. | 〈안녕 내사랑〉 | 이영현       | 4:37      |

### BGM편
| #   | 제목                   | 가수            | 재생 시간 |
| --- | ---------------------- | --------------- | --------- |
| 1.  | 〈Vola (날다)〉        | Various Artists | 1:16      |
| 2.  | 〈그대에게 가 닿으리〉 | Various Artists | 3:30      |
| 3.  | 〈Destino (운명)〉     | Various Artists | 2:57      |
| 4.  | 〈돌이킬 수 없는〉     | Various Artists | 3:54      |
| 5.  | 〈끝내〉               | Various Artists | 3:14      |
| 6.  | 〈다시 사랑할 이여〉   | Various Artists | 4:09      |
| 7.  | 〈바람을 모아〉        | Various Artists | 1:57      |
| 8.  | 〈꽃물〉               | Various Artists | 1:42      |
| 9.  | 〈아련한 기다림에〉    | Various Artists | 1:59      |
| 10. | 〈갈 수 없는 사랑〉    | Various Artists | 3:06      |
| 11. | 〈그리움 지고〉        | Various Artists | 2:51      |

### 4부
| #  | 제목       | 가수   | 재생 시간 |
| -- | ---------- | ------ | --------- |
| 1. | 〈눈물꽃〉 | 이승열 | 3:28      |
| 2. | 〈그립다〉 | 박정민 | 3:20      |

### 5부
| #  | 제목     | 가수     | 재생 시간 |
| -- | -------- | -------- | --------- |
| 1. | 〈회모〉 | 윤화재인 | 3:37      |

### 6부
| #  | 제목       | 가수   | 재생 시간 |
| -- | ---------- | ------ | --------- |
| 1. | 〈하루애〉 | 박완규 | 4:07      |

## 수상 내역
- 2011년 KBS 연기대상 남자 인기상/ 최우수연기상/ 베스트 커플상 박시후
- 2011년 KBS 연기대상 여자 인기상/ 최우수연기상/ 베스트 커플상 문채원
- 2011년 KBS 연기대상 중편드라마부문 여자 우수상/ 베스트 커플상 홍수현
- 2011년 KBS 연기대상 베스트 커플상 이민우
- 2012년 백상예술대상 TV 부문 연출상 김정민
- 2012년 아시안 TV 어워즈 드라마 시리즈 부문 최우수상
- 2012년 서울 드라마 어워즈 시리즈/시리얼 최우수상

## 경쟁 프로그램
- 넌 내게 반했어 (MBC, 2011년 6월 29일 ~ 2011년 8월 18일)
- 지고는 못살아 (MBC, 2011년 8월 24일 ~ 2011년 10월 20일)
- 시티헌터 (SBS, 2011년 5월 25일 ~ 2011년 7월 28일)
- 보스를 지켜라 (SBS, 2011년 8월 3일 ~ 2011년 9월 29일)
- 뿌리깊은 나무 (SBS, 2011년 10월 5일 ~ 2011년 12월 22일)